# 이철우 (1955년)
이철우(李喆雨, 1955년 8월 15일~)는 대한민국의 정치인이자, 민선 7·8기 경상북도지사이다. 제18·19·20대 국회의원을 지냈다.

## 일생
1955년 경주 이씨 종가에서 태어났다. 영남중학교, 김천고등학교, 경북대학교 사범대학 수학교육과를 졸업하고, 상주 화령중학교, 의성 신평중학교, 단밀중학교에서 수학 교사로 근무하였다. 의성군에서 교사로 재직 중 함께 교사로 일했던 김재덕을 만나 결혼하였고, 1985년 국가안전기획부 공채에 합격하여 국가정보원 국장까지 올랐다. 2004년 연세대학교에서 정치학 석사 학위를 받았다. 이후 2005년 경상북도 정무부지사로 임명되어 2008년까지 재직했다. 2008년 김천시를 지역구로 둔 채 18대 국회의원 선거에 한나라당 후보로 처음 출마하여 당선되었고, 2012년 새누리당 후보로 다시 출마하여 19대 국회의원으로 재선되었다. 19대 국회의원 시절에는 국회지방살리기포럼을 창립하여 지방 살리기 전도사로 나서기도 했다. 이후 20대 국회의원으로 2018년까지 지내다가 2018년 제7회 전국동시지방선거에서 자유한국당 경상북도지사 후보로 출마하여 당선되었고 2022년 제8회 전국동시지방선거에서도 재선되었다.

## 학력
- 1968년 곡송초등학교 졸업(23회)
- 1971년 영남중학교 졸업(21회)
- 1974년 김천고등학교 졸업(22회)
- 1978년 경북대학교 수학교육과 졸업
- 2004년 연세대학교 행정대학원 정치학 석사

## 경력
- 상주 화령중·고등학교 교사
- 1985년 국가안전기획부 공채
- 2001년 12월 국회 정보위원회 파견근무
- 국가정보원 국장
- 2006년 7월~2008년 2월: 경상북도 정무부지사
- 2008년 5월 30일~2018년 5월 14일: 제18대~제20대 국회의원(경북 김천시)
- 2017년 7월~2017년 12월: 자유한국당 최고위원
- 2018년 7월~: 제32·33대 경상북도지사
- 2018년 7월~: 제3대 한국국학진흥원 이사장
- 2018년 8월~2019년 7월: 제12대 전국시도지사협의회 부회장
- 2019년 7월: 자유한국당 기초단체장 특별위원회 고문
- 한국상하수도협회 물산업과장(선출직)
- 2021년~2022년: 제2대 영남권 미래발전협의회 회장
- 제8회 전국동시지방선거 국민의힘 경상북도지사 후보
- 2022년 6월: 국민의힘 반도체산업 경쟁력 강화 특별위원회 자문위원
- 2022년 8월~2023년 12월: 제16대 전국시도지사협의회 회장
- 2023년 7월~2023년 12월: 대통령 직속 지방시대위원회 당연직위원

## 저서
- 《출근하지마라 - 답은 현장에 있다》
- 《지방이 살아야 나라가 산다》

## 역대 선거 결과
|  | 53.37% |

|  | 83.45% |

|  | 64.26% |

|  | 52.11% |

|  | 77.95% |

## 소속 정당
| 소속 정당 | 소속 정당  | 소속 기간 | 비고      |
| --------- | ---------- | --------- | --------- |
|           | 한나라당   | 2008~2012 | 정계 입문 |
|           | 새누리당   | 2012~2017 | 당명 변경 |
|           | 자유한국당 | 2012~2017 | 당명 변경 |
|           | 미래통합당 | 2020      | 합당      |
|           | 국민의힘   | 2020~현재 | 당명 변경 |

## 같이 보기
- 김천시 (1996년 선거구)
- 김천시의 국회의원
- 경상북도 부지사
- 경상북도지사
- 대한민국의 정치